# Формула-3 Мастерс
Формула-3 Мастерс (F3 Masters) — соревнование для автомобилей класса Формула-3, проводимое на одной из европейских трасс в середине июня.
18 раз соревнование приняла голландская трасса Зандвоорт и дважды — бельгийский Зольдер.

## История соревнования
Соревнование было задумано перед сезоном 1991 года как неофициальное первенство Европы среди пилотов различных национальных первенств Формулы-3, придя на смену еврокубку для машин этой категории. Masters был удачно расположен в календаре и в нём, в своё время, участвовали многие будущие звёзды автоспорта: такие пилоты как Рубенс Баррикелло, Дэвид Култхард, Кристоф Бушю, Педро Лами, Жиль де Ферран и Элио Кастроневес в своё время выходили на старт этого, со временем, сверхпрестижного соревнования.
Masters несколько раз мог прекратить своё существование:
- сначала когда FIA возродила в 1999 году свой еврокубок, придав этот статус гонке в По;
- затем в 2003 году гонка могла стать рядовым этап новой евросерии для машин этого класса;
- затем, когда после сезона 2005 года в Европе была запрещена табачная реклама, соревнованию срочно пришлось искать замену своим многолетним партнёрам из Philip Morris;
- наконец в 2007-08 годах гонка не могла проводиться в Зандвоорте из-за тяжбы с местными властями по поводу уровня шума.

## Победители
| Год  | Победитель         | Поул-позиция       | Быстрый круг       |
| ---- | ------------------ | ------------------ | ------------------ |
| 1991 | Дэвид Култхард     | Рубенс Баррикелло  | Рубенс Баррикелло  |
| 1992 | Педро Лами         | Кельвин Барт       | Кельвин Барт       |
| 1993 | Йос Ферстаппен     | Йос Ферстаппен     | Михаэль Крумм      |
| 1994 | Гарет Рис          | Йорг Мюллер        | Саша Массен        |
| 1995 | Норберто Фонтана   | Норберто Фонтана   | Ральф Шумахер      |
| 1996 | Курт Моликенс      | Курт Моликенс      | Курт Моликенс      |
| 1997 | Том Коронель       | Себастьен Филипп   | Себастьен Филипп   |
| 1998 | Давид Саленс       | Давид Саленс       | Давид Террьен      |
| 1999 | Марк Хайнс         | Томас Муч          | Марк Хайнс         |
| 2000 | Жонатан Коше       | Жонатан Коше       | Жонатан Коше       |
| 2001 | Такума Сато        | Такума Сато        | Такума Сато        |
| 2002 | Фабио Карбоне      | Фабио Карбоне      | Брюс Жуанни        |
| 2003 | Кристиан Клин      | Нельсиньо Пике     | Райан Бриско       |
| 2004 | Александр Према    | Александр Према    | Эрик Салиньон      |
| 2005 | Льюис Хэмилтон     | Льюис Хэмилтон     | Льюис Хэмилтон     |
| 2006 | Пол ди Реста       | Гидо ван дер Гарде | Гидо ван дер Гарде |
| 2007 | Нико Хюлькенберг   | Ромен Грожан       | Джеймс Джейкс      |
| 2008 | Жюль Бьянки        | Нико Хюлькенберг   | Макс Чилтон        |
| 2009 | Валттери Боттас    | Валттери Боттас    | Валттери Боттас    |
| 2010 | Валттери Боттас    | Александр Симс     | Жан-Эрик Вернь     |
| 2011 | Феликс Розенквист  | Роберто Мери       | Феликс Розенквист  |
| 2012 | Даниэль Хункаделья | Даниэль Хункаделья | Даниэль Хункаделья |
| 2013 | Феликс Розенквист  | Феликс Розенквист  | Феликс Розенквист  |
| 2014 | Макс Ферстаппен    | Макс Ферстаппен    | Инди Донтье        |
| 2015 | Антонио Джовинацци | Антонио Джовинацци | Антонио Джовинацци |
| 2016 | Юэль Эрикссон      | Юэль Эрикссон      | Чжоу Гуаньюй       |